# Manston (Kent)
Pour les articles homonymes, voir Manston.
Manston est une paroisse civile et un village du Kent situé à 20 km au nord-est de Canterbury, en Angleterre.
L'aéroport de Manston est situé à proximité de la localité. Aujourd’hui désaffecté il était le site de la RAF Manston. 